# Hastingsia irregularis
Hastingsia irregularis är en mossdjursart som beskrevs av John Borg 1944. Hastingsia irregularis ingår i släktet Hastingsia och familjen Hastingsiidae. Inga underarter finns listade i Catalogue of Life.